# Viêm bao quy đầu
Balanoposthitis (/ˌbæ.lə.noʊ.pɒs.ˈθaɪ.təs/) là bệnh viêm bao quy đầu. Đây là bệnh khá phổ biến của nam giới. Theo thống kê có tới 40% nam giới mắc viêm bao quy đầu ở một thời điểm nào đó trong cuộc đời.

## Dấu hiệu và triệu chứng
Biểu hiện ban đầu nhất là dương vật có mùi hôi, cảm thấy nóng rát ở đầu dương vật.
Triệu chứng thông thường bắt đầu sau ba ngày và bao gồm: 
- Đau
- Tấy, rát, các vết trầy đỏ ở quy đầu dương vật
- Đỏ ở bao quy đầu
- Đỏ ở dương vật
- Mùi hôi
- Đau bao quy đầu và dương vật

## Điều trị
Viêm này có thể có nhiều nguyên nhân, bao gồm dị ứng với các chất môi trường, (environmental substances), physical trauma, và nhiễm bệnh bởi một loạt ngoại ứng, gồm vi khuẩn, vi rút, bệnh lây truyền đường tình dục hoặc nấm - mỗi loại yêu cầu điều trị riêng.
Điều trị thông thường cho viêm do vi khuẩn:
- Giữ gìn vệ sinh: Sử dụng nước Femina Balance 150ml rửa tổn thương 2 lần sáng tối. Đặc biệt giữ khô bao quy đầu sau tắm và đi tiểu tiện.
- Sử dụng kháng sinh tại chỗ: Thuốc bôi tyrosur gel 1% bôi quy đầu ngày 2 lần sáng tối
- Sử dụng kháng sinh uống: Flotaxime 100 mg, uống ngày 2 viên chia hai lần sau ăn, 20 viên.

Nếu viêm do nấm sẽ có thuốc đặc trị riêng. Điều cần thiết là phải đi xét nghiệm tại cơ sở y tế xem có nấm không.